# Hipposideros pendleburyi
Hipposideros pendleburyi és una espècie de ratpenat que pertany a la família Hipposideridae.
Durant molt de temps va ser considerat una subespècie d'Hipposideros turpis, però no va ser fins l’any 1936 que va ser identificat tal com el coneixem avui en dia. 

## Taxonomia
Originalment, va ser descrita com una de les subespècies que conformaven l’espècie Hipposideros turpis, junt amb dues subespècies més, H. t. turpis i H. t. alongensis. Més tard, cap a l’any 2011, gràcies a dades genètiques, d'ecolocalització i de morfologia es va demostrar que aquestes tres subespècies són molt diferents genèticament i que no pertanyen al mateix grup filogenètic, de manera que realment representen tres espècies diferents. A més, també es va determinar la seva procedència, i es va veure que eren originàries de diversos països, concretament de Tailàndia, Japó i Vietnam, respectivament. Pel que fa a les freqüències d’ecolocalització, aquestes també divergeixen entre les tres espècies.
Tornant als aspectes genètics, es va construir un arbre filogenètic mitjançant el mètode de distància Neighbour Joining (NJ), utilitzant el model de substitució nucleotídica Kimura 2-paràmetres (K2P). El gen Citocrom b presenta una gran variabilitat a diferents nivells taxonòmics, de manera que s'ha convertit en un dels marcadors moleculars més utilitzats a l’hora de dur a terme una anàlisi filogenètica. Aleshores, gràcies al càlcul de la distància K2P del Citocrom b, es va poder corroborar que H. pendleburyi no es troba íntimament relacionat amb cap de les espècies anomenades anteriorment, sinó que l’espècie amb la que presenta una major proximitat és H. armiger, junt amb el qual formen part del clade Hipposideridae. El seu clade germà és Rhinolophidae.
La presència d’algunes característiques comunes entre aquestes espècies podria ser resultat d’un procés de convergència evolutiva, durant el qual les espècies han evolucionat donant lloc a una morfologia similar, malgrat la manca de relació estricta.

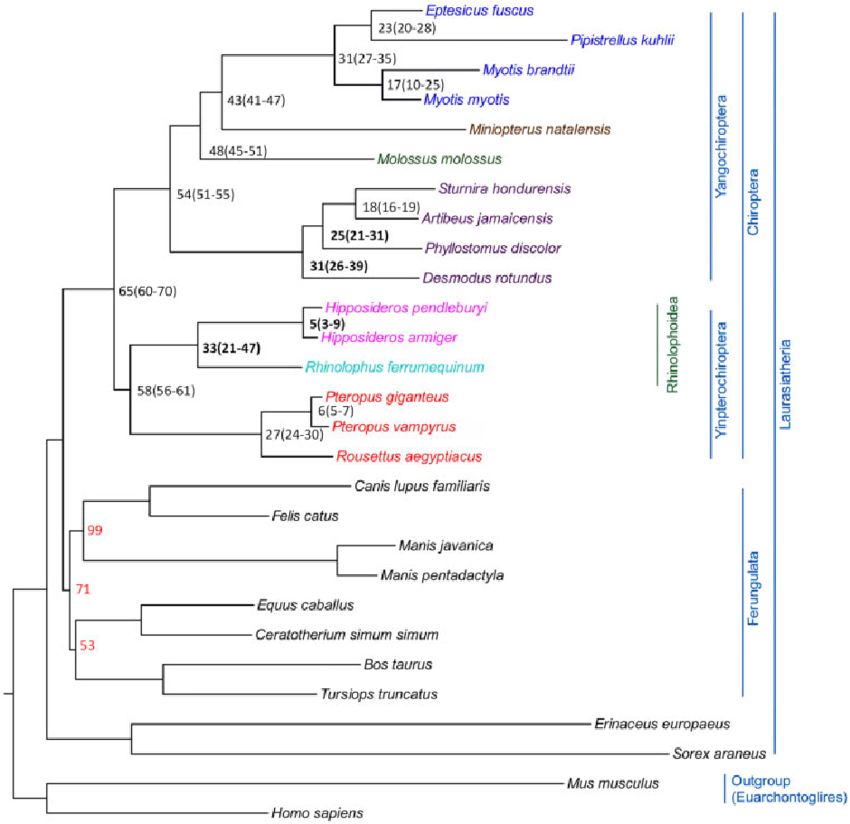
Arbre filogenètic més probable dels ratpenats i altres mamífers

## Descripció i morfologia
Hipposideros pendleburyi és considerada una espècie voluminosa en comparació amb d'altres de la seva familia.
Es tracta d’un animal relativament gran i amb el pelatge de color marró fosc. La seva morfologia es caracteritza per la presència d’un estrenyiment de la fulla nasal anterior. A més, la seva tibia és relativament llarga i el seu crani és robust. La llargada del seu avantbraç és de 75-81 mm el seu pes se situa en 24-40 g.

## Biologia

### Ecolocalització
La seva freqüència d'ecolocalització se situa entre 85-88 kHz.

## Hàbitat i ecologia
Es tracta d’una espècie endèmica de Tailàndia, concretament s'ha trobat a les províncies de Chumphon, Surat Thani, Nakhon Sithammarat, Phang Nga, Krabi, Trang i Phattalung.

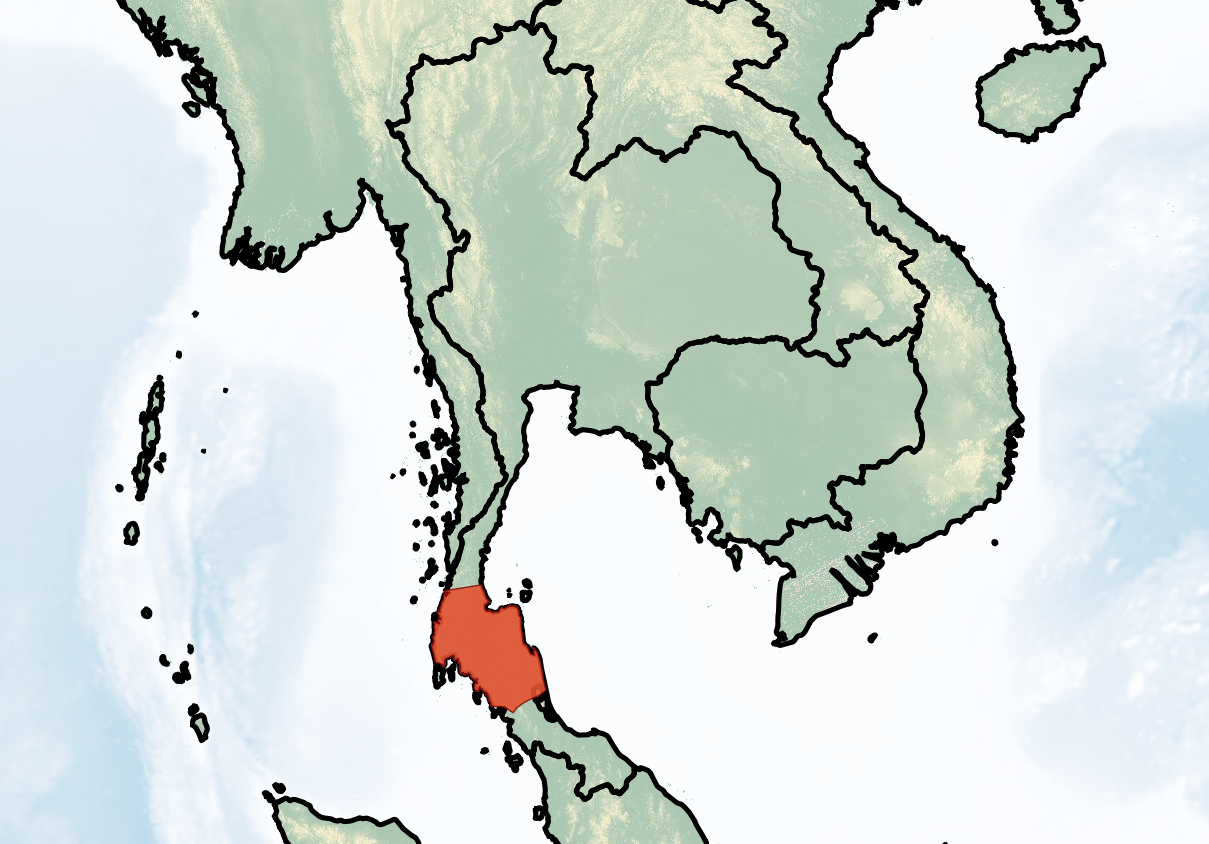
Distribució dHipposideros pendlebury

S'ha localitzat en zones calcàries, on la vegetació consta principalment d’arbres de cautxú, de plantacions d’oli de palma, horts fruiters i boscos de fulla perenne. H. pendleburyi pot residir tant en hàbitats no pertorbats (boscos, coves i hàbitats subterranis no aquàtics) com en hàbitats molt pertorbats (hàbitats artificials, plantacions i jardins rurals).
S'acostumen a trobar en colònies de grandària mitjana d’aproximadament 300 individus. A més, s'ha vist que comparteix cova amb altres espècies de ratpenats, com ara H. armiger, H. larvatus, H. diadema, Megaderma lyra i Eonycteris spelaea.

## Amenaces
La majoria de coves es troben fora de la zona protegida, de manera que moltes d’elles queden exposades a una sèrie d’amenaces que inclouen: desenvolupament comercial i residencial, agricultura i aqüicultura, producció d’energia i mineria, intrusions i pertorbacions humanes, així com modificacions naturals del sistema.

## Conservació
Segons els criteris i les categories de la llista vermella de la Unió Internacional per la Conservació de la Naturalesa (UICN) està classificada com una espècie vulnerable, és a dir, amb un elevat risc d'extinció a la naturalesa. De fet, s'ha estimat que a Tailàndia només queden 4.700 exemplars de H. pendleburyi, els quals es poden trobar només en 14 coves de 7 províncies del país. A més, com a conseqüència de l’alteració del seu hàbitat, el nombre d’individus continua disminuint.